# Gertrudiskerk (Achlum)
De Gertrudiskerk is een kerkgebouw in Achlum in de Nederlandse provincie Friesland.

## Beschrijving
De kerk aan de Slachtedijk, oorspronkelijk gewijd aan de heilige Gertrudis, heeft een schip uit de 12e eeuw. Eind 15e eeuw werd de kerk ingrijpend gewijzigd. De verhoogde en vergrote eenbeukige kerk werd voorzien van een nieuwe kap, spitsboogvensters, een nieuw driezijdig gesloten koor met steunberen en een toren. In de toren hangen twee klokken (1621 en 1631) van Hans Falck. Ook is in de kerk een oude luidklok aanwezig die tot aan de 2e wereldoorlog in de toren hing. Deze klok is in 2016 na jarenlang zwerven weer in de kerk van Achlum terechthlgekomen. De klok dateert uit 1380. In 1790 werd de toren voorzien van een houten opbouw met korte ingesnoerde spits.
Op 4 juli 1911 werd in de zuidgevel een gedenksteen aangebracht ter ere van Ulbe Piers Draisma (1785-1830) ter gelegenheid van het honderdjarig bestaan van de Assurantie Maatschappij Achlum. In de kerk bevindt zich een grafkelder van de familie Draisma.
Het interieur wordt gedekt door een houten tongewelf. De preekstoel en de herenbanken dateren uit de 17e eeuw. Het orgel uit 1854 is gebouwd door L. van Dam en Zn.

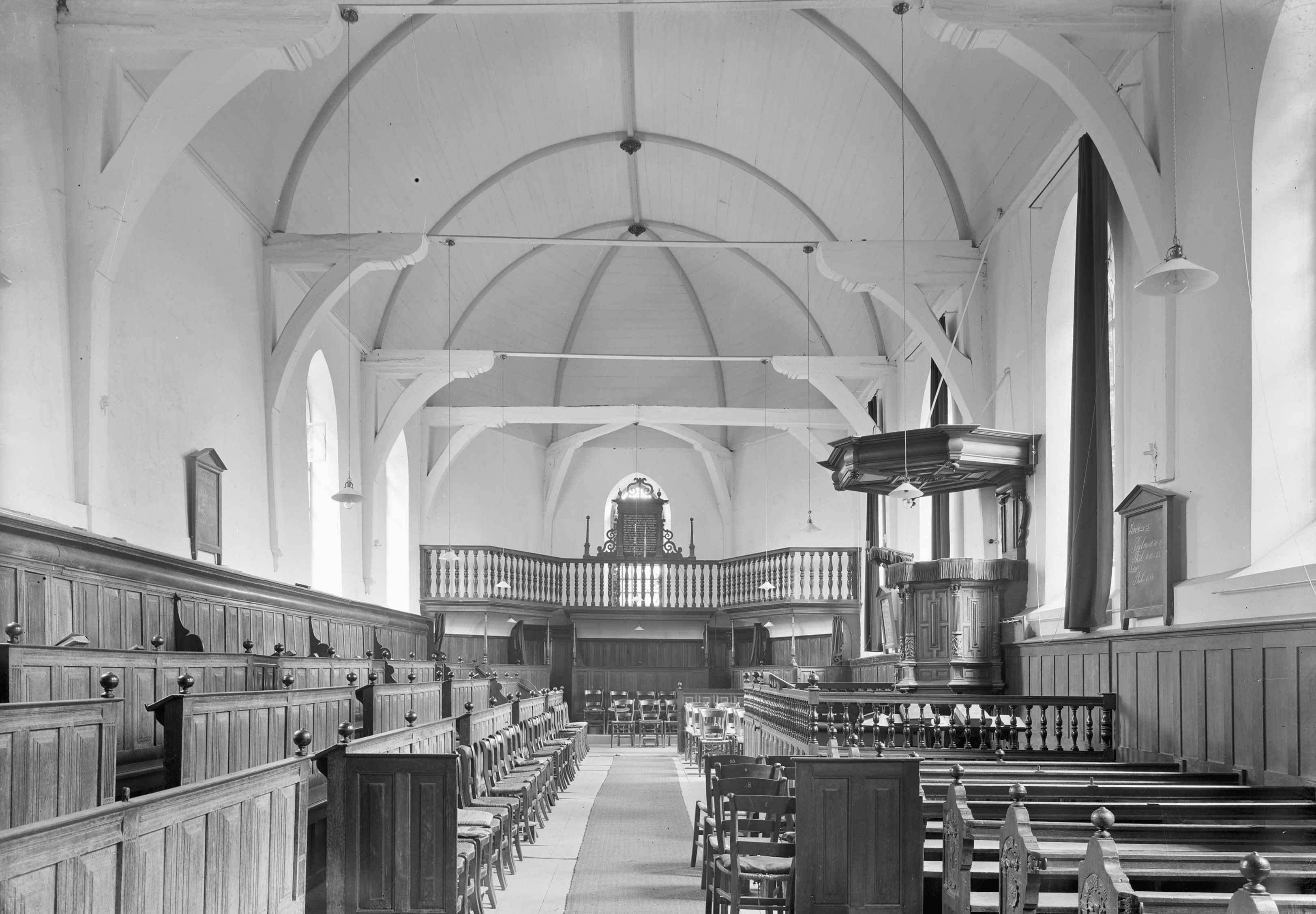
Interieur met preekstoel
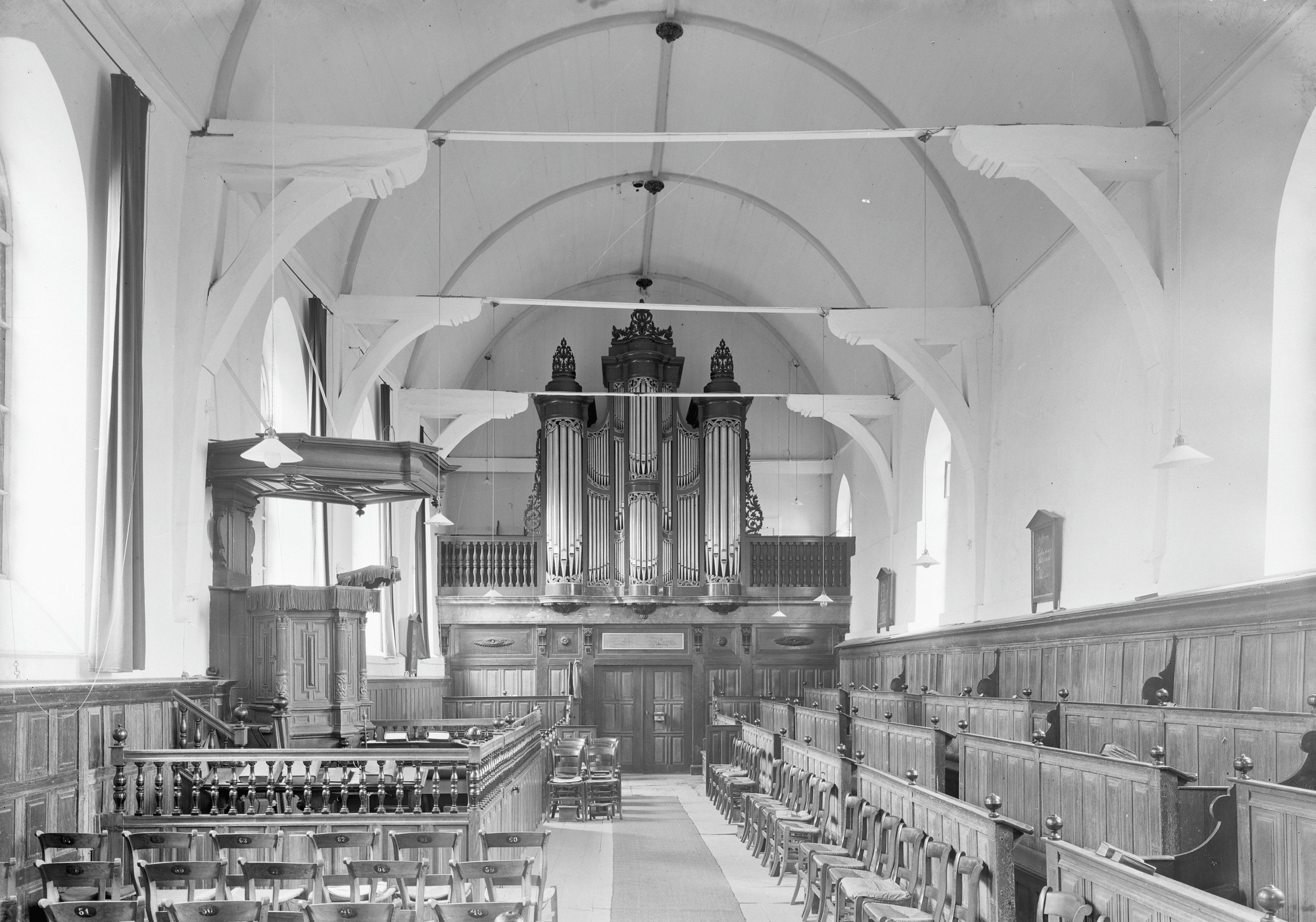
Interieur met orgel (1947)
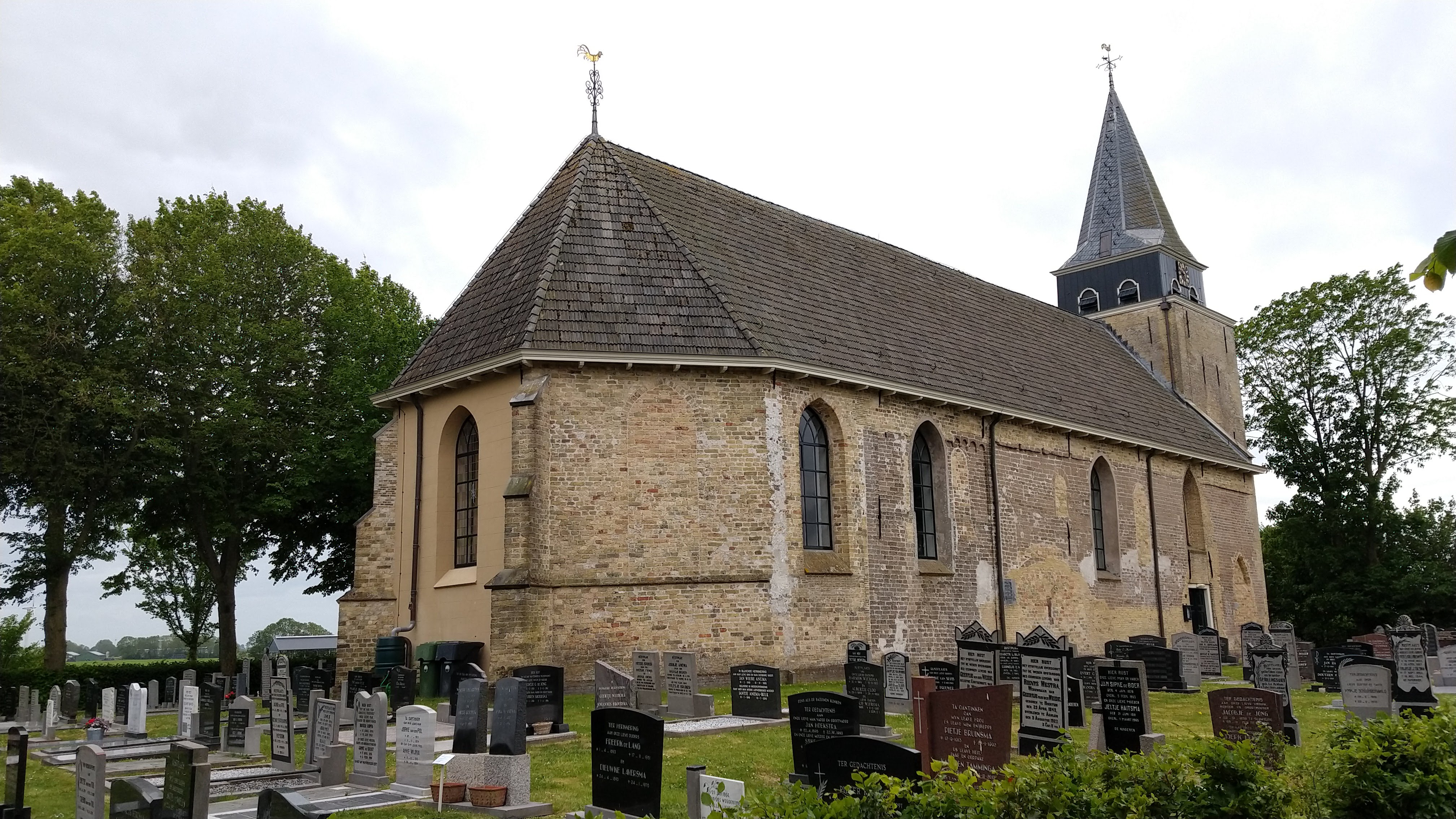
kerk in 2020